# Вја Фравита (Салерно)
Вја Фравита је насеље у Италији у округу Салерно, региону Кампанија.
Према процени из 2011. у насељу је живело 70 становника. Насеље се налази на надморској висини од 39 м.